# Saison 2 des Médicis : Maîtres de Florence
Chronologie
Saison 1 Saison 3
Cet article présente le guide des épisodes de la deuxième saison de la série télévisée italo-britannique Les Médicis : Maîtres de Florence
Cette saison est intitulée : Le Magnifique.

## Distribution

### Acteurs principaux
- Daniel Sharman (VF : Clément Moreau) : Lorenzo de' Medici
- Bradley James (VF : Hervé Rey) :  Giuliano de' Medici
- Synnove Karlsen (VF : Anne Tilloy) : Clarisse Orsini
- Alessandra Mastronardi (VF : Nathalie Bienaimé) : Lucrezia Donati
- Sarah Parish (VF : Ivana Coppola) : Lucrezia de' Medici
- Sean Bean (VF : François-Eric Gendron) : Jacopo de' Pazzi
- Matteo Martari (it) (VF : Emmanuel Gradi) : Francesco de' Pazzi
- Raoul Bova (VF : Nicolas Dangoise) : le Pape Sixte IV

### Acteurs récurrents
- Julian Sands (VF : Thierry Ragueneau) : Piero de' Medici
- Sebastian de Souza (VF : Mathias Timsit) : Sandro Botticelli
- Annabel Scholey (VF : Ariane Aggiage) : Contessina
- Aurora Ruffino (VF : Sandra Parra) : Bianca de' Medici
- Charlie Vickers (VF : François Santucci) : Guglielmo de' Pazzi
- Callum Blake (VF : Fabrice Fara) : Carlo de' Medici
- Jacob Fortune-Lloyd (VF : Alexandre Guansé) : Francesco Salviati
- Filippo Nigro (VF : Jean-Jacques Nervest) : Luca Soderini
- Jacopo Olmo Antinori (VF : Yohan Lévy) : Bastiano Soderini
- Matilda Lutz (VF : Adeline Moreau) : Simonetta Vespucci
- Alessio Vassallo (VF : Sébastien Boju) : Marco Vespucci
- David Brandon : Petrucci, Gonfalonnier de justice
- Francesca Del Fa : Novella Foscari

## Liste des épisodes

### Épisode 1:Lorenzo, le Magnifique
- Italie : 23 octobre 2018 sur Rai 1

- Italie : 4,53 millions de téléspectateurs

### Épisode 2:Un combat solitaire
- Italie : 23 octobre 2018 sur Rai 1

- Italie : 3,82 millions de téléspectateurs

### Épisode 3:Une alliance inattendue
- Italie : 30 octobre 2018 sur Rai 1

- Italie : 4,50 millions de téléspectateurs

### Épisode 4:Au nom de la paix
- Italie : 30 octobre 2018 sur Rai 1

- Italie : 4,05 millions de téléspectateurs

### Épisode 5:Ces liens qui nous engagent
- Italie : 6 novembre 2018 sur Rai 1

- Italie : 4,03 millions de téléspectateurs

### Épisode 6:Alliance
- Italie : 6 novembre 2018 sur Rai 1

- Italie : 3,79 millions de téléspectateurs

### Épisode 7:Trahison
- Italie : 13 novembre 2018 sur Rai 1

- Italie : 4,29 millions de téléspectateurs

### Épisode 8:La Messe de Pâques
- Italie : 13 novembre 2018 sur Rai 1

- Italie : 4,21 millions de téléspectateurs

Pendant la messe de Pâques , les Pazzi et leurs alliés exécutent leur plan. Dans un véritable bain de sang, Giuliano est assassiné et Lorenzo ,blessé à la gorge, se réfugie dans la sacristie avec Clarisse et Lucrezia. Horrifiés, la foule quitte la cérémonie et s'empresse d'aller à la Seigneurie. Mais au même moment, Salviati a pris en otage le gonfalonier Petrucci et déclare Jaccopo de' Pazzi nouveau gonfalonier de Florence. Soudain les portes de la Seigneurie se ferment et le tocsin retentit; les Cavalcanti guidés par Bastiano Soderini, alliés de Lorenzo, permettent ainsi la fermeture des portes de la ville, l'armée papale étant prête à l'attaquer.
Giuliano de Médicis, le frère de Lorenzo meurt dans cet épisode